# Superliga 2009/10 (Türkei)
Die Saison 2009/10 war die 18. Spielzeit der Superliga, der höchsten türkischen Eishockeyspielklasse. Meister wurde zum ersten Mal in der Vereinsgeschichte überhaupt Ankara Üniversitesi SK.

## Teilnehmer
| Club                                   | Standort | Eishalle | Gegründet |
| -------------------------------------- | -------- | -------- | --------- |
| Ankara Üniversitesi SK                 | Ankara   | Bel-Pa   | 1948      |
| Başkent Yıldızları Spor Kulübü         | Ankara   | Bel-Pa   | 2004      |
| Büyükşehir Belediyesi Ankara SK        | Ankara   | Bel-Pa   | 1978      |
| İzmıt Şirintepe Spor Kulübü            | Izmit    | Kocaeli  | 2000      |
| Kocaeli Büyükşehir Belediyesi Kağıt SK | Izmit    | Kocaeli  | 2000      |
| Polis Akademisi ve Koleji              | Ankara   | Bel-Pa   | 1996      |

## Hauptrunde

### Modus
In der Hauptrunde absolvierte jede der sechs Mannschaften insgesamt zehn Spiele. Die vier bestplatzierten Mannschaften qualifizierten sich für die Playoffs, in denen der Meister ausgespielt wurde. Für einen Sieg erhielt jede Mannschaft drei Punkte, bei einem Unentschieden gab es ein Punkt und bei einer Niederlage null Punkte.

### Tabelle
|    | Klub                                   | Sp | S | U | N  | Tore   | Punkte |
| -- | -------------------------------------- | -- | - | - | -- | ------ | ------ |
| 1. | Ankara Üniversitesi SK                 | 10 | 8 | 1 | 1  | 171:41 | 25     |
| 2. | Başkent Yıldızları SK                  | 10 | 8 | 1 | 1  | 126:40 | 25     |
| 3. | Kocaeli Büyükşehir Belediyesi Kağıt SK | 10 | 6 | 1 | 3  | 119:50 | 19     |
| 4. | Polis Akademisi ve Koleji              | 10 | 4 | 1 | 5  | 100:67 | 13     |
| 5. | Büyükşehir Belediyesi Ankara SK        | 10 | 2 | 0 | 8  | 38:139 | 6      |
| 6. | Kocaeli Sirintepe SK                   | 10 | 0 | 0 | 10 | 10:227 | 0      |

Sp = Spiele, S = Siege, U = unentschieden, N = Niederlagen

## Playoffs

### Halbfinale
- Ankara Üniversitesi SK – Kocaeli Büyükşehir Belediyesi Kağıt SK 7:2
- Başkent Yıldızları SK – Polis Akademisi ve Koleji 8:1

### Spiel um Platz 3
- Kocaeli Büyükşehir Belediyesi Kağıt SK – Polis Akademisi ve Koleji 6:8

### Finale
- Ankara Üniversitesi SK – Başkent Yıldızları SK 7:3